# Franciszek Orłowski
Franciszek Orłowski (ur. w 1984 r. w Poznaniu) – polski artysta, tworzy głównie sztukę przestrzenną, performatywną, wideo oraz site specific.

## Wykształcenie
Ukończył studia na Wydziale Intermediów Uniwersytetu Artystycznego w Poznaniu.

## Osiągnięcia Artystyczne
2014 r. – rezydencja w Arts Initiative w Tokio

## Wybrane wystawy
- 2013 – British British Polish Polish – Centrum Sztuki Współczesnej Zamek Ujazdowski, Warszawa
- 2013 – ART IST KUKU NU UT, PRADA PRAVDA – Tartu, Estonia
- 2013 – Splendor Tkaniny – Narodowa Galeria Sztuki Zachęta, Warszawa
- 2012 – Apoptoza – BWA Wrocław
- 2012 – Double Game – Podwójna gra – polsko-ukraiński projekt specjalny w ramach 1. Międzynarodowego Biennale Sztuki Współczesnej, Mystskyi Arsenal, Kijów
- 2012 – Potencjalne miasto – Galeria Arsenał, Białystok
- 2011 – After Socialist Statues – Kim?, Ryga
- 2011 – Mir – Galeria Arsenał, Białystok
- 2010 – Rób tak – Stereo, Poznań
- 2010 – Zerreißproben – Leipziger Kreis, Lipsk
- 2008 – Nie ma sorry – Muzeum Sztuki Nowoczesnej, Warszawa